# Musikvideo
En musikvideo er en film til et stykke musik. Handlingen er som regel baseret på den sang videoen er lavet til, og bandet eller kunstneren bag denne medvirker ofte selv.
Videoen er lavet efter musikken og kan have flere hensigter som eksempelvis at underbygge et budskab, fortælle en særlig historie eller underholde – men i særlig grad handler det ofte for kunstneren om at sælge et stykke musik.
Musikvideoen er samtidig en af de mest effektive og vigtige måder at bygge et image op som musiker. Her kan musikeren eller bandet fuldstændig iscenesætte sig selv, sådan som musikeren eller bandet allerhelst vil opfattes af publikum og omverdenen i det hele taget. Iscenesættelsen er naturligvis også tydelig i musikken, på cd-covers, i billeder, ved koncerter, interview og medieoptrædener osv.

## Historie

### 1981–1991: Musikvideo går mainstream
I 1981, begyndte den amerikanske tv-kanal MTV at sende, og første sang var den sigende sang "Video Killed the Radio Star",
der begyndte en ære med 24-timer-om-dagen musik på tv. Men denne nye måde at komme frem med sin musik, blev musikvideoen i midten af 1980'erne, en central rolle i musikmarketing. Mange store kunstnere fra denne periode, herunder Adam and the Ants, Duran Duran og Madonna, kan give en stor del af skylden for deres succes, på velkonsturerede og fængende appeallerende videoer.
To vigtige innovationer i udviklingen af den moderne musikvideo, var udviklingen af relativt billige og nem-at-bruge optagelses- og klippe-udstyr, samt udviklingen af visuelle effekter lavet med teknikker såsom "image compositing".[kilde mangler]

## Lyrikvideo
En lyrikvideo, er en musikvideo, hvis hovedformål er at vise teksten til den pågældende sang. De udgives normalt separat fra den officielle musikvideo, og oftest gerne før. Det hænder at artister kun laver en lyrikvideo.